# Smithatris myanmarensis
Smithatris myanmarensis är en enhjärtbladig växtart som beskrevs av Walter John Emil Kress. Smithatris myanmarensis ingår i släktet Smithatris och familjen Zingiberaceae.
Artens utbredningsområde är Burma. Inga underarter finns listade i Catalogue of Life.